# Matra MS5

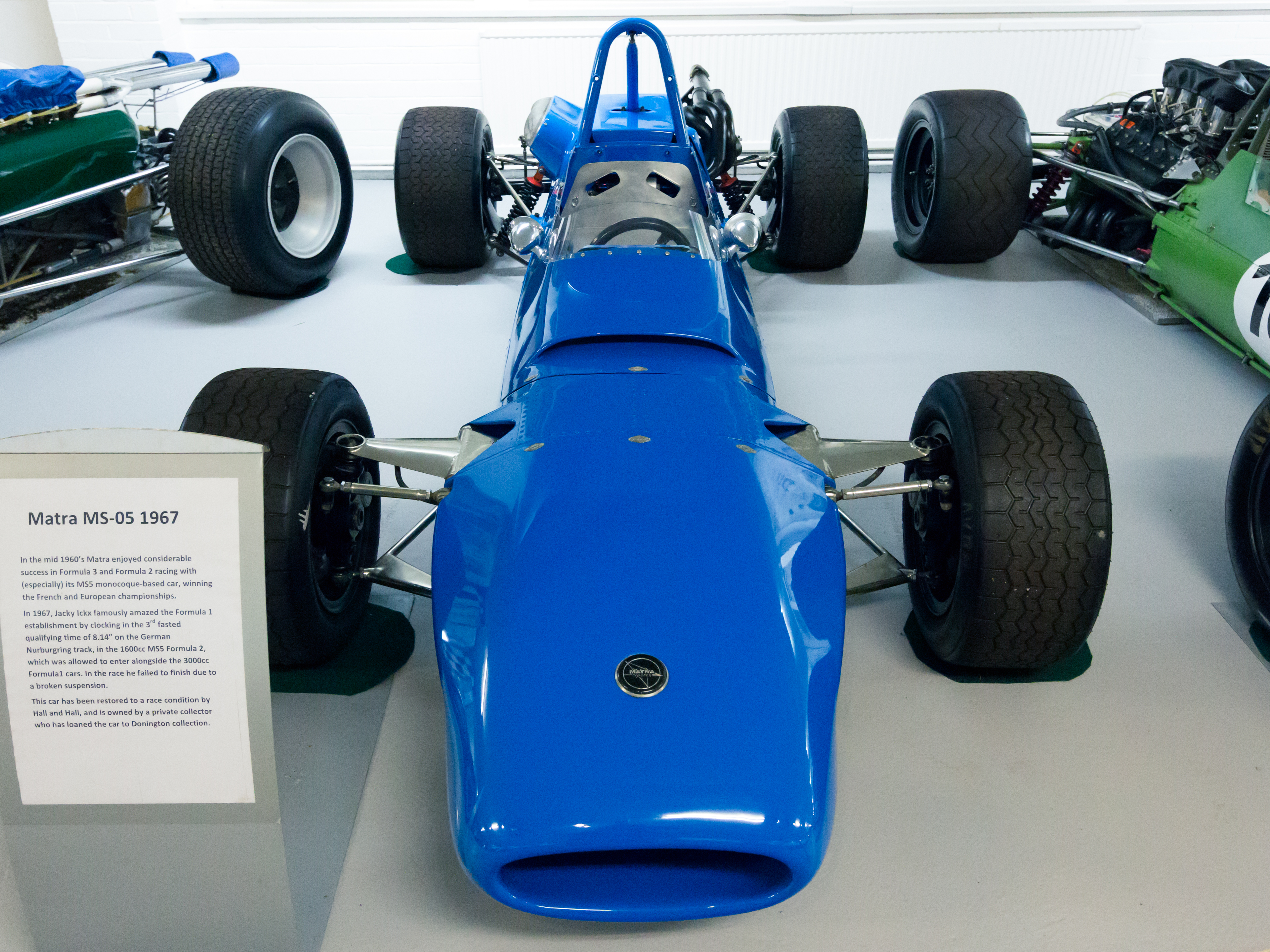
Matra MS5

Der Matra MS5 war ein von Matra entworfener, entwickelter und hergestellter Formel-2- und Formel-3-Rennwagen, der bei zwei Grands Prix der Weltmeisterschaft in den Jahren 1966 und 1967 in der Formel-2-Klasse eingesetzt wurde. 

## Geschichte
Der MS5 war Matras endgültiger Formel-3-Wagen, dessen Basis der MS1-Testwagen war. Der Wagen wurde von Bernard Boyer entworfen. Knapp vor dem Formel-3-Rennen in Monaco waren die ersten beiden Wagen fertig. Insgesamt wurden 1965 fünf MS5 gebaut, weitere folgten und einige blieben bis 1969 im Renneinsatz.
Für Matra hatten die nationalen Rennen in Frankreich absolute Priorität. 1965 gewann Jean-Pierre Beltoise vor seinem Teamkollegen Jean-Pierre Jaussaud die französische Formel-3-Meisterschaft. 1966 gewann Beltoise mit dem MS5 das wichtige Formel-3-Rennen in Monaco. 1967 beherrschte das Werksteam die argentinische Meisterschaft und die beiden neuen Werksfahrer Henri Pescarolo und Jean-Pierre Jabouille siegten bei den Rennen in Monaco und Rouen. Ende der Saison wurde das Werksteam jedoch aufgelöst; französische Privatteams kauften die Werkswagen.
Matra Geschäftsführer Jean-Luc Lagardère hatte 1965 bereits eine Vereinbarung mit Ken Tyrrell geschlossen, um mit dem britischen Rennstallbesitzer in die Formel 2 einzusteigen. Tyrrell wurde ein MS5 mit einem B.R.M.-Formel-2-Motor zu Versuchszwecken zur Verfügung gestellt und ab 1966 ging das Team unter dem Teamnamen Matra International in der Formel 2 an den Start. Die dem Reglement angepassten MS5 liefen dort unter der Typenbezeichnung MS6.